# Zillertal Orchester
Zillertal Orchester es una orquesta de música típica centroeuropea del Departamento Las Colonias, en la provincia de Santa Fe.

## Historia
La Zillertal Orchester nació en el año 1962 en la localidad de San Jerónimo Norte, provincia de Santa Fe con la idea de ejecutar música centro europea, de donde venían muchos de los primeros pobladores que fundaron varias localidades del Departamento.
Desde su creación hasta la actualidad recorre los escenarios más importantes de todo el país, considerados como la Orquesta más importante de “música cervecera”.

Su actividad se centra en el marco de los “Oktoberfest”, que se desarrollan en distintas partes de la Argentina, como por ejemplo en Resistencia (Chaco), Villa General Belgrano (Córdoba). 
También se han presentado en Chile, Brasil, Paraguay, Uruguay y Suiza.

## Discografía
- Zillertal Orchester - Vol. 1 - Prosit Zillertal (25 aniversario) (1987)
- Zillertal Orchester - Vol. 2 - Bierfest mit Zillertal Orchester
- Zillertal Orchester - Vol. 3 - 40 años - (2003)
- Zillertal Orchester - Vol. 4 - Oktoberfest Nacional - (2005)
- Zillertal Orchester - Vol. 5 - Rumbo a los 50 - (2010)
- Zillertal Orchester - Vol. 6 - 50 años - (2012)
- Zillertal Orchester - Vol. 7 - A brindar con ... - (2015)